# Starý Smokovec (stacja kolejowa)
Starý Smokovec (słow. Železničná stanica Starý Smokovec) – stacja kolejowa w Starym Smokowcu, w kraju preszowskim, na Słowacji. Znajduje się w Tatrach Wysokich i obsługuje ośrodek narciarski i uzdrowisko Stary Smokowiec.
Otwarta w 1908 roku, jest centralnym punktem Tatrzańskiej Kolei Elektrycznej (TEŽ). Stanowi ona węzeł pomiędzy linią Poprad-Tatry-Szczyrbskie Pleso i linii do Tatrzańskiej Łomnicy.
Obecnie jest zarządzana przez Železnice Slovenskej republiky (ŽSR), a obsługiwana przez Železničná spoločnosť Slovensko (ZSSK).

## Historia
Stacja została otwarta w dniu 17 grudnia 1908 wraz z resztą linii między Poprad-Tatry i Starym Smokowcem. 
W dniu 16 grudnia 1911 Stary Smokowiec stał się tymczasowym dworcem czołowym dla otwartej linii do Tatrzańskiej Łomnicy. 
Stacja została ostatecznie przekształcona w stacją węzłową w dniu 13 sierpnia 1912 roku, gdy reszta głównej linii TEŽ została ukończona między Starym Smokowcem i Szczyrbskim Plesem. 

## Linie kolejowe
- 183 Poprad-Tatry - Szczyrbskie Pleso
- 184 Stary Smokowiec-Tatrzańska Łomnica